# Sabkhat Kelbia
Sabkhat Kelbia és una llacuna salada de Tunísia a la governació de Sussa, al sud de la delegació de Kondar, considerada la segona zona humida més important del país després del llac d'Ichkeul. Fou declarada reserva natural per decret del Ministeri d'agricultura de 18 de desembre de 1993 cobrint una superfície de 8000 hectàrees. Es troba entre les ciutats de Sussa i de Kairuan, al nord-est d'aquesta darrera, a menys de 15 km, i a l'oest de Sussa, a uns 25 km.
Fa uns anys i desaiguaven tres oueds (Nerbhana, Merguellil i Zeroud) que ara aporten les seves aigües a tres embassaments, ja que quan es desbordaven a l'època de pluges provocaven greus inundacions. El Zeroud és de fet el segon riu més important de Tunísia després del riu Medjerda. Però la construcció a més va posar en explotació extenses terres de cultiu i no es va fer cap estudi d'impacte ambiental sobre la sabkhat. La conca de les tres preses ocupa 3850 km² dels quals 450 km² corresponen a la llacuna i rodalia. La població agrícola a l'entorn de la llacuna s'estima en 23.000 persones.
Per això en els últims anys s'ha posat en marxa un pla de gestió que intenta obtenir la cooperació de la població i preservar el futur de la llacuna.